# اما دارسی
اما زیا دارسی (انگلیسی: Emma Zia D'Arcy؛ زادهٔ ۲۷ ژوئن ۱۹۹۲) بازیگر انگلیسی است. او در مجموعه‌هایی مانند عشق سفر (۲۰۱۸) و جویندگان حقیقت (۲۰۲۰) بازی کرده است. دارسی در مجموعهٔ پیش‌درآمد بازی تاج‌وتخت با نام خاندان اژدها نقش رینیرا تارگرین را ایفا کرده است؛ او برای این نقش نامزد جایزه گلدن گلوب شد.

## زندگی و حرفه
اِما دارسی در آموزشگاه هنر راسکین دانشگاه آکسفورد و سنت ادموند هال، آکسفورد در رشته هنرهای زیبا دانش‌آموخته است و در سال ۲۰۱۱ فارغ‌تحصیل شد. دارسی همچنین در تئاترهای نمایشی مانند رومئو و ژولیت و بوته آزمایش بازی کرده است.

## زندگی شخصی
دارسی نان-باینری است و از ضمایر they/them استفاده می‌کند.

## فیلم‌شناسی
فیلم
| نام فیلم            | سال  | نقش       |
| ------------------- | ---- | --------- |
| United Strong Alone | ۲۰۱۵ | اسنایپر   |
| O Holy Ghost        | ۲۰۱۹ | استفانی   |
| بدرفتاری            | ۲۰۲۰ | هیزل      |
| Mothering Sunday    | ۲۰۲۱ | اما هابدی |
| The Talent          | ۲۰۲۳ | تامی      |

سریال
| نام سریال      | سال  | نقش            |
| -------------- | ---- | -------------- |
| عشق سفر        | ۲۰۱۸ | نائومی ریچاردز |
| بیل وحشی       | ۲۰۱۹ | آلما           |
| هانا           | ۲۰۲۰ | سونیا ریشتر    |
| جویندگان حقیقت | ۲۰۲۰ | آسترید         |
| خاندان اژدها   | ۲۰۲۲ | رینیرا تارگرین |